# Calamaria modesta
Calamaria modesta este o specie de șerpi din genul Calamaria, familia Colubridae, descrisă de Auguste Henri André Duméril și Bibron 1854. A fost clasificată de IUCN ca specie cu risc scăzut. Conform Catalogue of Life specia Calamaria modesta nu are subspecii cunoscute.